# 索尼Xperia neo L
Sony Xperia neo L是日本電子公司Sony於2012年發佈的手機，是Sony Ericsson Xperia neo V的後續，但其外觀設計，硬體資訊的代號，以及所使用的電池型號BST-41，與Sony Ericsson Xperia Play一樣，而它的相機介面也如同Xperia Play一樣採用原生介面，有理由相信它是基於Xperia Play作出修改的裝置。名義上是第一部附載Android4.0的Sony手機，但其介面與Sony Ericsson Xperia 2011年的裝置升級後Android 4.0是一樣的。其於2012年3月發表，於2012年6月推出。

## 顏色
顏色包括：
| 顏色 | 名稱 | 英語  |
| ---- | ---- | ----- |
|      | 黑色 | Black |
|      | 白色 | White |

## 外部連結
- Xperia™ neo L - 索尼官方網站 中文